# 赫氏似鱗頭鰍
赫氏似鱗頭鰍為輻鰭魚綱鯉形目鰍科的其中一種，為熱帶淡水魚，分布於亞洲泰國至越南及印尼淡水流域，本魚在身體有中央的縱向斑紋或毗連黑色斑點列，尾鰭有5-6不明顯或不規則的橫帶，體長可達6公分，棲息在沙石底質、流動緩慢的溪流、溝渠的底層水域，以藻類及浮游生物為食，生活習性不明。

## 扩展阅读
維基物種上的相關：赫氏似鱗頭鰍